# 비밀 정보 사용 허가
비밀 정보 사용 허가(Security clearance) 또는 보안 허가는 철저한 신원 조사를 마친 후 기밀정보(국가 또는 조직의 비밀) 또는 제한 구역에 접근할 수 있도록 허용하는 개인에게 부여되는 상태이다. 이 용어는 민감한 정보에 대한 접근을 위해 직원을 조사하는 공식 프로세스를 갖춘 민간 조직에서도 가끔 사용된다. 허가 자체만으로는 일반적으로 접근권을 얻기에 충분하지 않다. 조직은 또한 승인된 개인이 특정 정보를 알아야 하는지 결정해야 한다. 어떤 개인도 단지 계급, 지위 또는 보안 허가 때문에 기밀 정보에 대한 자동 접근 권한을 부여받아서는 안 된다.

## 미국
미국에서 보안 허가는 개인이 미국 연방정부가 분류한 정보에 접근할 수 있다는 공식적인 결정이다. 보안 허가는 계층적이다. 각 레벨은 보유자에게 해당 레벨과 그 아래 레벨의 정보에 대한 액세스 권한을 부여한다.
미국의 대통령은 세부적인 절차를 거쳐 이전에 기밀로 분류된 정보를 기밀 해제할 수 있다.